# Мемориал жертвам коммунизма (Вашингтон)
Па́мятник же́ртвам коммуни́зма (англ. Victims of Communism Memorial) — мемориал в Вашингтоне (США) на пересечении Массачусетс-авеню и G-стрит в двух кварталах от железнодорожного вокзала и на расстоянии видимости от Капитолия.

Мемориал призван, по замыслу его создателей, 
…увековечить память более ста миллионов жертв коммунизма, славу тех, кто успешно противостоял коммунистической тирании, рассказать нынешним и будущим поколениям о преступлениях коммунизма против человечества, и отблагодарить тех, кто помог выиграть Холодную войну.

## История создания
Законопроект о постройке памятника был предложен конгрессменом-республиканцем Даной Рорабахером и сенаторами Клэйборном Пеллом и Джесси Хелмсом и единогласно принят 17 декабря 1993 года как закон 103—199 раздел 905. В ноябре 2005 комиссия планирования Капитолия одобрила проект памятника. Он представляет собой трёхметровую бронзовую копию статуи «Богини демократии», построенной из папье-маше китайскими студентами во время событий на площади Тяньаньмэнь 1989 года, которая, в свою очередь, представляла собой грубую копию Статуи Свободы. Строительство началось в сентябре 2006 года.

## Церемония открытия
12 июня 2007 года, в 20-ю годовщину речи Рональда Рейгана в Берлине, призывавшего к демонтажу Берлинской стены («снесите эту стену»), памятник был открыт. На церемонии присутствовали президент США Джордж Буш, вьетнамский поэт Нгуен Ти Тхьен, проведший в коммунистических тюрьмах 27 лет, китайский диссидент У Хунда, находившийся в китайских лагерях 19 лет, и другие диссиденты и антикоммунисты.

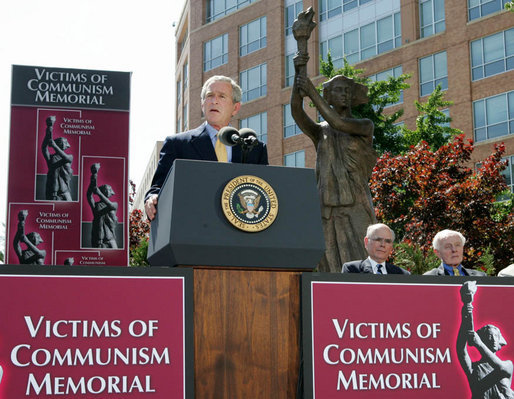
Президент США Джордж Буш выступает на церемонии открытия мемориала.

Во время своей речи при открытии памятника Джордж Буш сказал:

Общее число жертв во имя коммунистической идеи ошеломляет. Оно столь велико, что точный подсчёт невозможен. По некоторым оценкам, коммунизм унёс жизни десятков миллионов людей в Китае и Советском Союзе, миллионов людей в Северной Корее, Камбодже, Африке, Афганистане, Вьетнаме, Восточной Европе и других частях земного шара. За этими цифрами стоят судьбы людей, со своими семьями и мечтами, чьи жизни были прерваны теми, кто стремился к тоталитарной власти. Некоторые из них хорошо известны. Среди них шведский дипломат Рауль Валленберг, который спас от нацистов сто тысяч евреев, но был арестован по приказу Сталина и брошен в Москве в тюрьму на Лубянке, где бесследно исчез. Среди них польский священник Ежи Попелушко, который скрывал в своей церкви активистов «Солидарности» и был похищен, избит и утоплен тайной полицией. Смерти этих людей часто вспоминают — и за ними стоят ещё миллионы неизвестных, убитых жестокой рукой коммунизма. Среди них невинные украинцы, уморенные голодом во время сталинского великого голода, русские, убитые во время сталинских репрессий, литовцы, латыши и эстонцы, погруженные на повозки для скота и депортированные в арктические лагеря смерти советского коммунизма. Среди них китайцы, убитые в годы Большого скачка и Культурной революции, камбоджийцы, погибшие от репрессий режима Пол Пота, граждане Восточной Германии, застреленные при попытке перебраться через Берлинскую стену в стремлении к свободе, поляки, расстрелянные в Катынском лесу, эфиопы, перерезанные во время красного террора, индейцы мискито, убитые сандинистской диктатурой Никарагуа, и беженцы с Кубы, утонувшие, пытаясь бежать от тирании. Мы никогда не узнаем имён всех, кто погиб, но в этом священном месте неизвестные жертвы коммунизма будут освящены для истории, и их всегда будут помнить.

## Реакция оппонентов
В последовавшей реакции на установку памятника противники данного решения раскритиковали американские власти, по чьей инициативе был возведен монумент.

В частности, лидер КПРФ Г. А. Зюганов отказал американской администрации в моральном праве на критику: 
Сколько бы американский президент не открывал памятников, это не смоет с его рук кровь убитых мирных жителей в Ираке, Афганистане и Сомали, а также сербов в Косово. А американский концлагерь в Гуантанамо, равно как и тайные тюрьмы ЦРУ в Восточной Европе навсегда останутся в чёрном списке злодеяний глобализаторов. Именно насаждаемая США и г-ном Бушем система ограбления «золотым миллиардом» всего остального мира виновна в том, что от голода страдает почти миллиард человек, а ежедневно от недоедания умирает 17 тыс. детей. Сбрасывая социальные и экологические издержки глобального капитализма на всё человечество, США и их союзники виновны в неисчислимых бедствиях народов планеты.

Пресс-секретарь китайского МИД Кинь Ган заявил: 
Некоторые политические силы в США, исходя из менталитета холодной войны и политической конъюнктуры, подстрекают к противостоянию между различными идеологиями и социальными строями.